# Les Aventures de Tom Sawyer (film, 1938)
Pour les articles homonymes, voir Les Aventures de Tom Sawyer (homonymie).
Pour plus de détails, voir Fiche technique et Distribution.
Les Aventures de Tom Sawyer (titre original : The Adventures of Tom Sawyer) est un film américain réalisé par Norman Taurog, sorti en 1938.
Il s'agit de la quatrième adaptation des Aventures de Tom Sawyer de Mark Twain (1876) après les versions sorties en 1907, 1917, et 1930, et la première filmée en couleur (Technicolor). H.C. Potter devait réaliser le film mais il fut renvoyé par Norman Taurog après le refus de George Cukor. Ce dernier dirigea certaines séquences mais ne fut pas crédité pour sa contribution.

## Synopsis
Première adaptation en couleur des aventures de Tom Swayer.

## Fiche technique
- Titre : Les Aventures de Tom Sawyer
- Titre original : The Adventures of Tom Sawyer
- Réalisation : Norman Taurog - non crédités : >H.C. Potter (renvoyé, non crédité), George Cukor, William A. Wellman (non crédité)
- Scénario : John V.A. Weaver, Marshall Neilan (non crédité), d'après le roman éponyme de Mark Twain (1876)
- Direction artistique : Lyle R. Wheeler
- Costumes : Walter Plunkett
- Photographie : James Wong Howe
- Son : William R. Fox
- Montage : Hal C. Kern et Margaret Clancey
- Musique : Max Steiner (non crédité)
- Producteur : David O. Selznick
- Société de production : Selznick International Pictures
- Société de distribution : United Artists
- Pays d'origine : États-Unis
- Langue : anglais
- Format : couleur (Technicolor) - image : 1,37:1 - pellicule : 35 mm - son : Mono (Western Electric Sound System)
- Genre : aventures drame
- Durée : 93 minutes
- Dates de sortie : 
  - États-Unis : 11 février 1938
  - France : 8 juin 1938

## Distribution
- Tommy Kelly : Tom Sawyer
- Jackie Moran : Huckleberry Finn
- Ann Gillis : Becky Thatcher
- May Robson : Tante Polly
- Walter Brennan : Muff Potter
- Victor Jory : Joe l'indien
- David Holt : Sid Sawyer
- Nana Bryant : Mme Thatcher
- Victor Kilian : le shérif
- Olin Howland : M. Dobbins
- Mickey Rentschler : Joe Harper
- Donald Meek : le superintendant de l'école du dimanche
- Charles Richman : le juge Thatcher
- Marcia Mae Jones : Mary Sawyer
- Margaret Hamilton : Mme Harper
- Spring Byington : veuve Douglas
- Roland Drew : Dr Robinson
- Cora Sue Collins : Amy Lawrence

Acteurs non crédités
- Frank McGlynn Sr. : le prêtre
- Jean Porter : Pauline, une écolière

## Production
Tommy Kelly, fils d'un pompier irlandais du Bronx (à New York), a été sélectionné pour le rôle-titre grâce à une campagne nationale menée par le producteur de film David O. Selznick (qui fera de même l'année suivante pour trouver la Scarlett O'Hara d'Autant en emporte le vent). Tommy Kelly sera ainsi choisi parmi 25 000 garçons auditionnés. Selon un mémo de 1937 qu'il avait envoyé à la rédactrice en chef Katharine Brown, David O. Selznick espérait qu'un orphelin obtiendrait le rôle car il pensait qu'un véritable orphelin recevrait « une énorme attention et susciterait chez le public un sentiment si chaleureux que cela aiderait énormément au succès financier du film.». Tommy Kelly n'a pas réussi à obtenir le statut de star de son confrère Freddie Bartholomew, autre enfant-acteur. Après une carrière de petite envergure, Tommy a pris sa retraite à l'âge de 25 ans.